# 蔡坤奇
蔡坤奇（1972年10月17日—），綽號奇哥，臺灣新北人，現為唱片製作人、歌手、廣播主持人。過去曾與魏如萱組成樂團「自然捲」而為人所知。

## 生平
蔡坤奇從小喜歡國語流行音樂，國中時因余光而聽了許多英文、日文歌。高中時，曾因與好友偷抽煙，即便教官遠遠看到，也因認得他頭髮的自然捲，而被點名受罰。
直到就讀東吳大學時，同班同學找他組團而誤打誤撞接觸貝斯，開啟了音樂之路。
退伍後，蔡坤奇仍一心一意只想要玩團，即便生活拮据，依然邊打工邊練團，堅定音樂之路。
直到加入楊乃文團隊擔任貝斯手，進入職業音樂生涯。後來，臺灣傳統大型唱片公司陸續倒閉，蔡坤奇跑到林暐哲工作室當錄音師。也在這時期，他遇到了小自己10歲的魏如萱，2003年兩人組成「自然捲樂團」，當時他一邊在美術館上班、一邊在自然捲做音樂。隨著自然捲的音樂被越來多人聽見，2004年首張專輯《C'est La Vie》入圍了當年金曲獎最佳專輯、最佳樂團、最佳編曲等獎項，也是風和日麗所發行的第一張作品，自然捲當時的成功帶起臺灣獨立音樂的風潮。
2006年，魏如萱因喉嚨受傷，離開了自然捲。即便如此，蔡坤奇以個人之力發行《C'est La Vie 2.5 資源回收》，開始環島巡迴表演。
在自然捲解散後，蔡坤奇開始為獨立樂團製作唱片，陸續跟StreetVoice、那我懂你意思了、岑寧兒合作。他也是添翼音樂音樂夥伴，時常出現在陳綺貞的演唱會上，除了彈貝斯、吉他，有時也玩非洲樂器。
2022年以奇哥名義發行個人作品《身心靈大全集》，是一本結合寓言式漫畫及音樂專輯的創作。

## 學歷
- 私立東吳大學德文系

## 主持作品

### 台北之音（Hit FM聯播網）
| 主持期間           | 節目                     | 時段                  |
| 2009年3月28日-至今 | 《HITO LATE NIGHT SHOW》 | 每週六 晚上10點至12點 |

## 外部連結
- 蔡坤奇的Facebook專頁
- 奇哥 | 奇哥Chico踩騎歌
- 踩騎歌的StreetVoice頁面